# Jáchym Topol

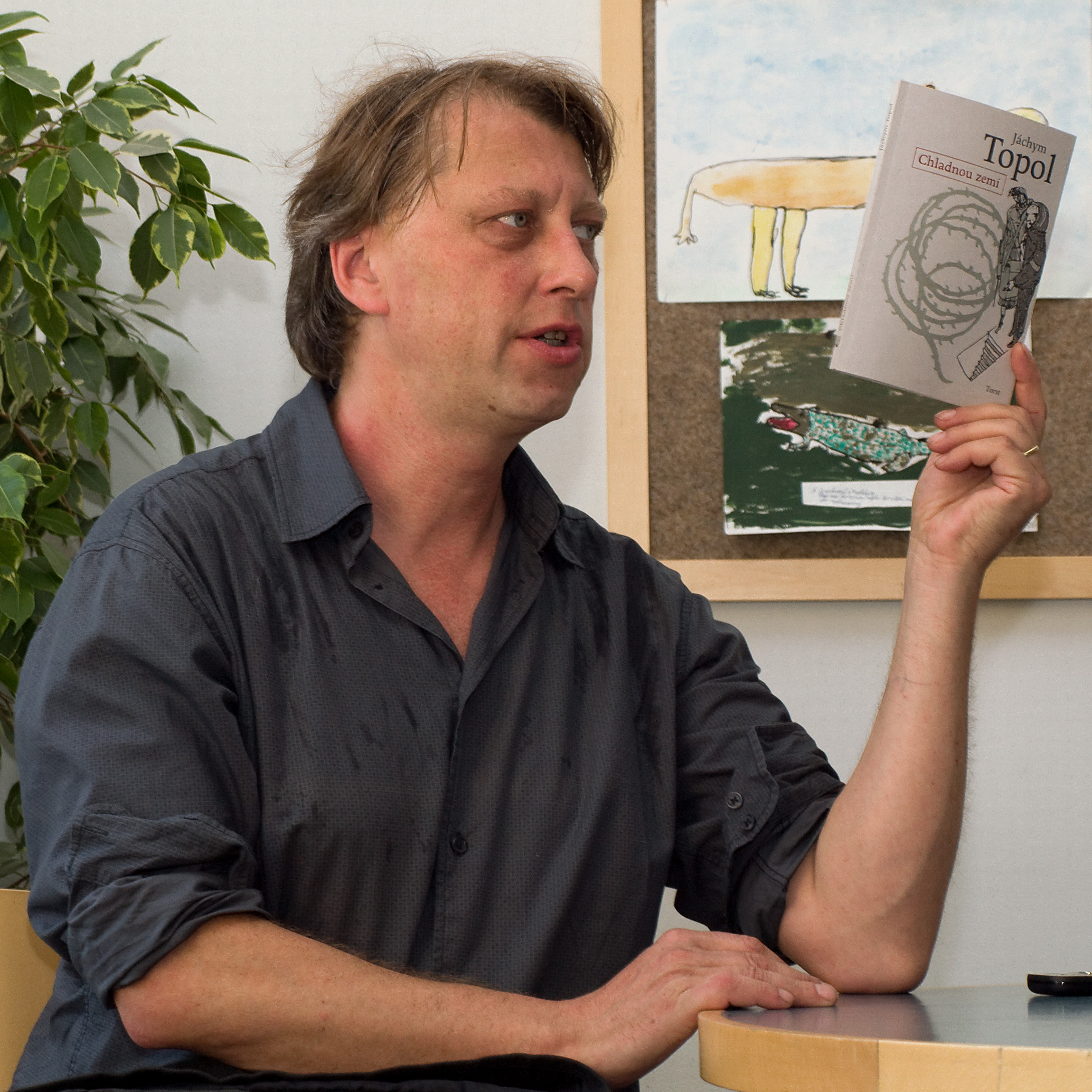
Jáchym Topol (2010)

Jáchym Topol (* 4. August 1962 in Prag) ist ein tschechischer Schriftsteller.

## Leben

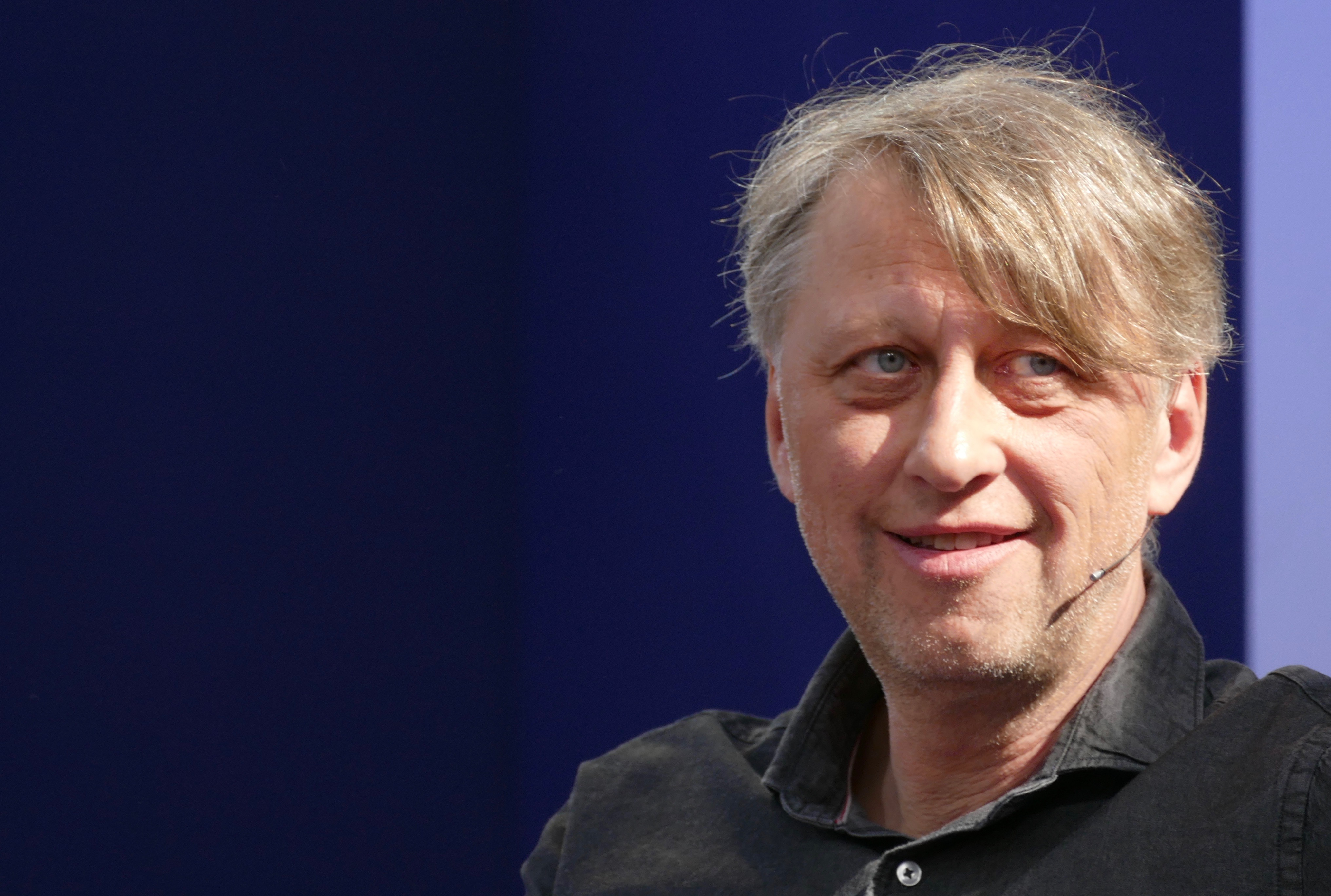
Jáchym Topol auf der Leipziger Buchmesse 2019

Topol ist Sohn des Dramatikers und Shakespeare-Übersetzers Josef Topol. Sein jüngerer Bruder Filip Topol war Sänger und Songwriter. Jáchym Topol brach 1982 die Mittelschule ab und arbeitete bis 1986 als Lagerarbeiter, Heizer und Kohleträger. Anschließend bezog er bis 1990 Invalidenrente.
Seit den späten 1970er Jahren war Topol Mitglied der literarischen und musikalischen Untergrund-Bewegung in Prag. Er schrieb Texte für die Rockband Psí vojáci und beteiligte sich seit 1980 an Samizdat-Editionen. 1985 gründete er das Underground-Magazin Revolver Revue. Seit 1989 arbeitete er als Journalist für verschiedene Zeitschriften, darunter für die von ihm gegründete politische Wochenschrift Respekt. Seit 2009 ist er Redakteur der Tageszeitung Lidové noviny. Er lebt mit seiner Frau und zwei Töchtern in Prag.

## Werk
1988 erschien sein erster Gedichtband Miluji tě k zbláznění (Ich liebe Dich bis zum Irrsinn). Nach weiteren Gedichtbänden, darunter V úterý bude válka (Am Dienstag gibt es Krieg), konzentriert er sich auf sein Erzählwerk: 1994 erscheint sein erster Roman Sestra (dt.: Die Schwester, 1998). Es folgen Anděl (1995 – dt.: Engel EXIT, 1997), Noční práce (2001 – dt.: Nachtarbeit, 2003) und Kloktat dehet (2005 – dt.: Zirkuszone, 2007). Der Erzählband Supermarket sovětských hrdinů (2007) versammelt sechs Texte, die der Autor seit 1993 schrieb; darunter sind dramatische Werke, Prosa und ein Drehbuch. 2009 erschien der Roman Chladnou zemí (durch ein kaltes Land). Im gleichen Jahr produzierte das Deutschlandradio Kultur eine knapp 3-stündige Hörspielfassung „Durch kalte Länder“ in zwei anderthalbstündigen Teilen unter der Regie von Martin Engler.
2017 kam der 500-seitige Roman Citlivý člověk heraus, für den er im selben Jahr mit dem Tschechischen Staatspreis für Literatur ausgezeichnet wurde. In Topols Roman Ein empfindsamer Mensch tritt ironischerweise kein sensibler Protagonist auf, vielmehr schickt der Autor eine vierköpfige Schauspielerfamilie im Wohnwagen auf eine „Tour de Force“ durch ein Krisenmodus-Europa auf diverse europäische Theaterfestivals im Ausland. Szenerie und Handelnde seines Romans „wuchern ins Mythische“. Dank der Übersetzung von Eva Profousová kommt sehr viel Komik und Gelächter aus dem Textgeschehen 'rüber. Der Autor „wirbelt“ die historischen Traumata seiner Heimat Tschechien durch seinen Roman.

## Übertragungen ins Deutsche
- K Vodojemu 24 – Zwischen Kirche und gestern – Gedichte, zweisprachig. Verlag C. Weihermüller, Leverkusen 1996.
- Tady to znám – Das hier kenn' ich – Gedichte, zweisprachig. Edition Galrev 45, Galrev-Verlag, Berlin 1996, ISBN 978-3-910161-70-2.
- Engel EXIT – Roman, 205 S., aus dem Tschech. von Peter Sacher, Volk und Welt, Berlin 1997, ISBN 978-3-353-01060-5.
- Die Schwester – Roman, 650 S. (Original: Sestra), aus dem Tschechischen von Eva Profousová und Beate Smandek, Volk und Welt, Berlin 1998; Neuauflage bei Suhrkamp, Berlin 2004, ISBN 978-3-518-45656-9.
- Nachtarbeit – Roman. 313 S. (Original: Noční práce), aus dem Tschechischen von Eva Profousová und Beate Smandek, Suhrkamp, Frankfurt/M. 2003, ISBN 978-3-518-41477-4.
- Zirkuszone – Roman, 316 S. (Original: Kloktat dehet), aus dem Tschechischen von Milena Oda und Andreas Tretner, Suhrkamp, Frankfurt/M. 2007, ISBN 978-3-518-41887-1.
- Die Teufelswerkstatt – Roman, 200 S. (Original: Chladnou zemí), aus dem Tschechischen von Eva Profousová; Suhrkamp Verlag Berlin 2010, ISBN 978-3-518-42144-4.
- Ein empfindsamer Mensch – Roman, 486 S. (Original: Citlivý člověk), aus dem Tschechischen von Eva Profousová, Suhrkamp Verlag Berlin, 2019, ISBN 978-3-518-42864-1.
- Das getötete Idol Václav Švéda – Literarische Reportage, 11 S. (Original: Zabitý idol Václav Švéda), aus dem Tschechischen von Ondřej Křižan-Hasilík, cardandcube, 2023.[3]

## Belege
1. ↑  Hörspiel über Geschäfte mit der Gedächtniskultur: „Durch kalte Länder“ (2/2), deutschlandfunkkultur.de, abgerufen am 31. Mai 2020
2. ↑  Jörg Plath: Solange der Zustand Europas zu solchen Kunstwerken anregt, ist es nicht verloren – Jáchym Topols Roman «Ein empfindsamer Mensch», Rezension in der NZZ, erschienen und abgerufen am 1. Juni 2019
3. ↑  Das getötete Idol Václav Švéda

| Personendaten    | Personendaten                |
| ---------------- | ---------------------------- |
| NAME             | Topol, Jáchym                |
| KURZBESCHREIBUNG | tschechischer Schriftsteller |
| GEBURTSDATUM     | 4. August 1962               |
| GEBURTSORT       | Prag                         |